# Emperador Yi de Chu
Emperador Yi de Chu (xinès tradicional: 楚義帝, xinès simplificat: 楚義帝), també conegut com a Rei Huai II de Chu (楚懷王), nom personal Xiong Xin (熊心) (mort el 206 aEC) va ser el governant de l'Estat de Chu durant la tardana Dinastia Qin. Chu va ser annexionat per l'Estat de Qin en el 223 aEC com a part de les guerres de Qin per la unificació, però en el 209 aEC, va ser reviscut quan van esclatar a tota la Xina revoltes per enderrocar a la Dinastia Qin i restaurar els antics estats annexionats per Qin. Mi Xin era net del Rei Huai I de Chu, i vivia com un plebeu llavors. Mi va ser descobert per un líder rebel, Xiang Liang, que oficialment el va reconèixer com l'hereu legítim al tron de Chu, and Mi became King Huai II de Chu amb el suport de Xiang. Això no obstant, Mi en realitat era un governant titella, ja que el poder militar de Chu estava realment en les mans del clan de Xiang i ell va ser únicament usat com un figurant per motivar als homes d'unir-se a la força rebel de Xiang Liang. Després de la mort de Xiang, el seu nebot Xiang Yu enderrocà la Dinastia Qin i es va proclamar a si mateix "Rei Hegemònic del Chu Occidental", mentrestant Mi va ser ascendit al més honorífic títol d'"Emperador Yi de Chu". Va ser traslladat per Xiang a Chencheng (en l'actualitat Chenzhou, Hunan) i va ser assassinat durant el seu viatge per ordre de Xiang.

## Biografia

### Inicis
Mi era un descendent del clan reial de l'Estat de Chu en el Període dels Regnes Combatents, i un net del Rei Huai I de Chu. Això no obstant, no estava en la línia principal de successió i hi hagué quatre reis que van succeir al seu avi abans que l'estat Chu fos annexionat per l'estat de Qin en el 223 aEC com a part de les guerres de Qin per la unificació. Mi es convertí en un plebeu després de la caiguda de Chu.

### Com el Rei Huai II de Chu
En el 209 aEC, l'Atabalat Aixecament dels Llogarets per enderrocar la Qin Dynasty va esclatar sota el lideratge de Chen Sheng, que es va proclamar a si mateix "Rei de Zhangchu" ("Rei del Chu aixecat"). Tot i que l'aixecament de Chen va ser aixafat per les forces imperials, altres forces rebels havien brollat a tota la Xina per enderrocar Qin i restaurar els antics sis estats annexionats per Qin prop de dues dècades enrere. El líder de la força rebel Chu, Xiang Liang, va ser assessorat per Fan Zeng de buscar un membre de la família reial de Chu i entronitzar-lo, per tal d'obtenir més suport de la gent.